# Josef Mánes
Josef Mánes (Praga, 12 maggio 1820 – Praga, 9 dicembre 1871) è stato un pittore ceco.
Viene considerato il fondatore della pittura nazionale ceca ed è l'autore delle parti dipinte dell'orologio astronomico di Praga.

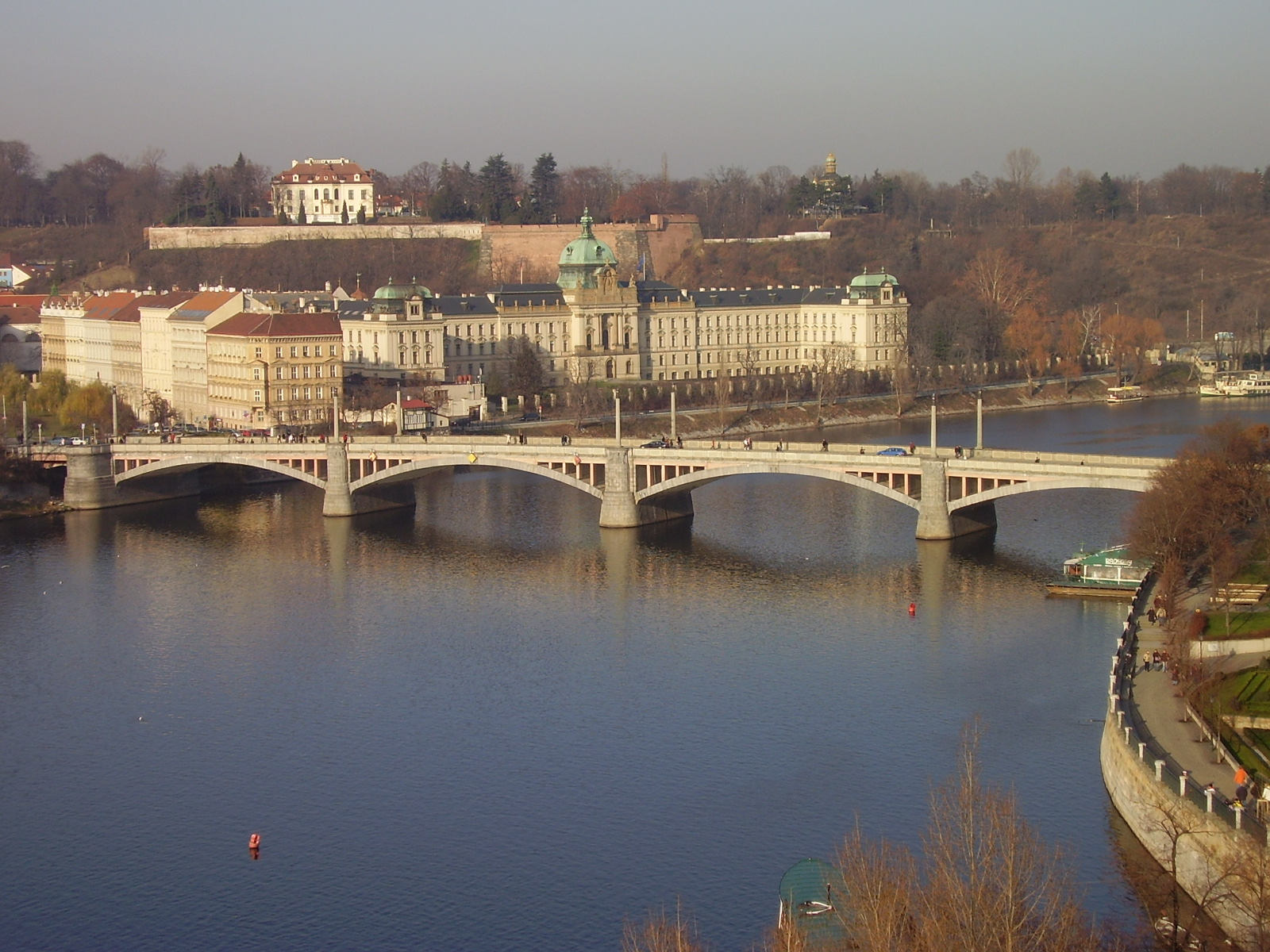
Praga, il Ponte Mánes (primo ponte a valle del Ponte Carlo), dedicato nel 1920 al pittore

I suoi genitori, Magdalena Schwidtnerová (1794-1850) e Antonín Mánes (1784-1843) si erano sposati nel 1815.  Josef Mánes nacque a Praga nel 1820.  La pittura era stata una disciplina artistica cui si erano dedicati molti membri della sua famiglia parterna, e anche il giovane Josef venne avviato all'arte del dipingere dal padre Antonín.  Dal 1835 studiò all'Accademia di Belle Arti di Praga, dove conobbe anche il conte Bedřich Silva-Tarouca, fervente nazionalista, che divenne suo intimo amico.  Bedřich Silva-Tarouca, in seguito ordinato prete, invitò più volte Mánes nel suo castello di Čechy pod Kosířem, dove il pittore trovò una sua seconda dimora, soprattutto negli anni 1846-1870.  Qui, sotto l'influenza dell'arte popolare, egli produsse le sue opere migliori, che contribuirono a dar vita ad una corrente pittorica "della nazione ceca" in senso romantico.
Fanynka Šťovíčková, nata a Kňovice nel 1825, nel 1844 si era trasferita a Praga per lavorare come domestica per la famiglia Mánes.  Josef Mánes e Fanynka Šťovíčková si innamorarono e diedero anche alla luce una figlia, Josefina (1850-1916).  Josef Mánes non si sposò mai.
Oltre a rappresentare i costumi popolari, Mánes si dedicò all'illustrazione di libri, e soprattutto di canti popolari. Dei suoi numerosi seguaci il maggiore fu Mikolás Ales, pittore e grafico (1852-1913).

## Alcune opere

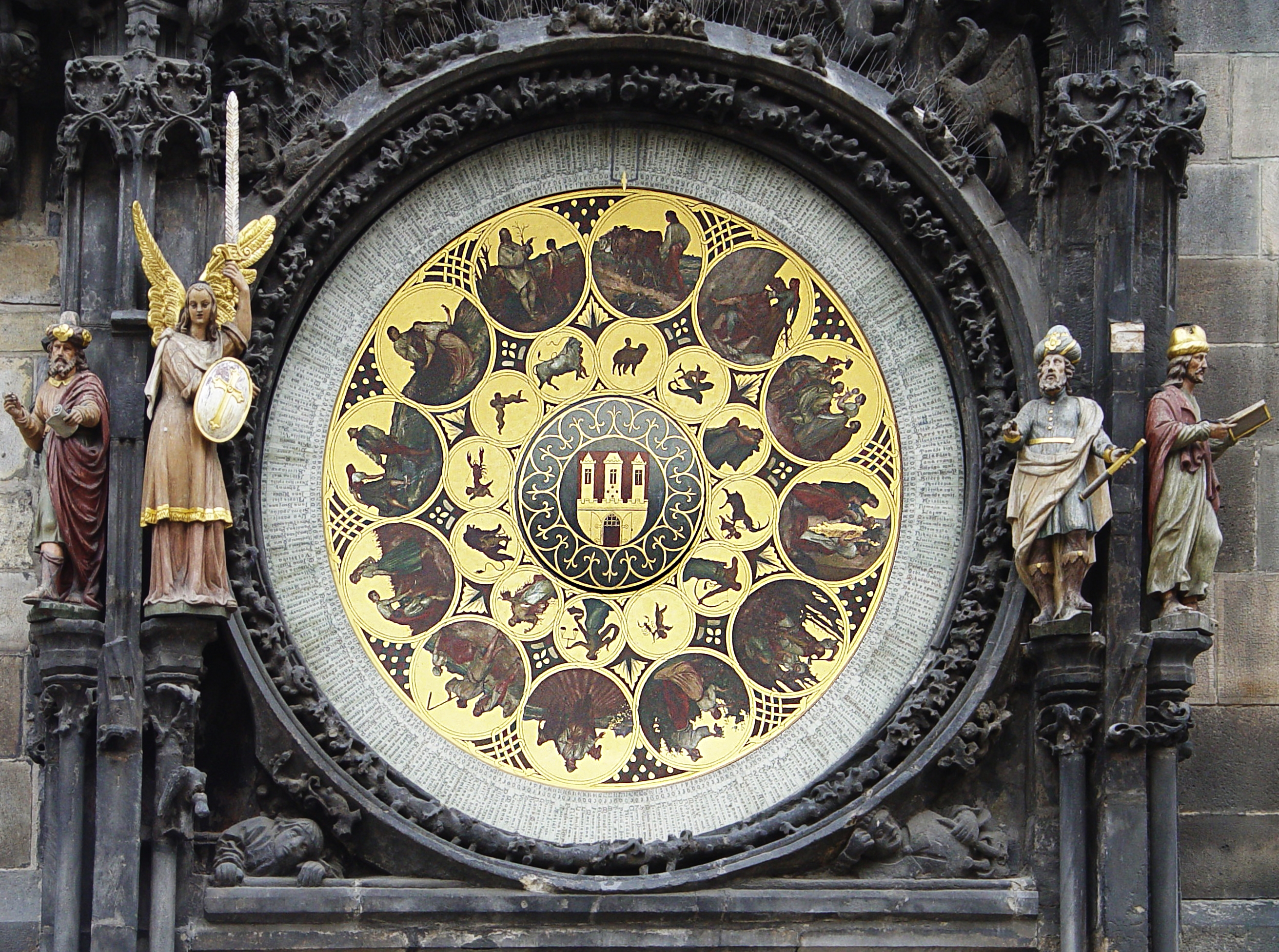
Quadrante con mesi e zodiaco dell'orologio della Città Vecchia (Praga)
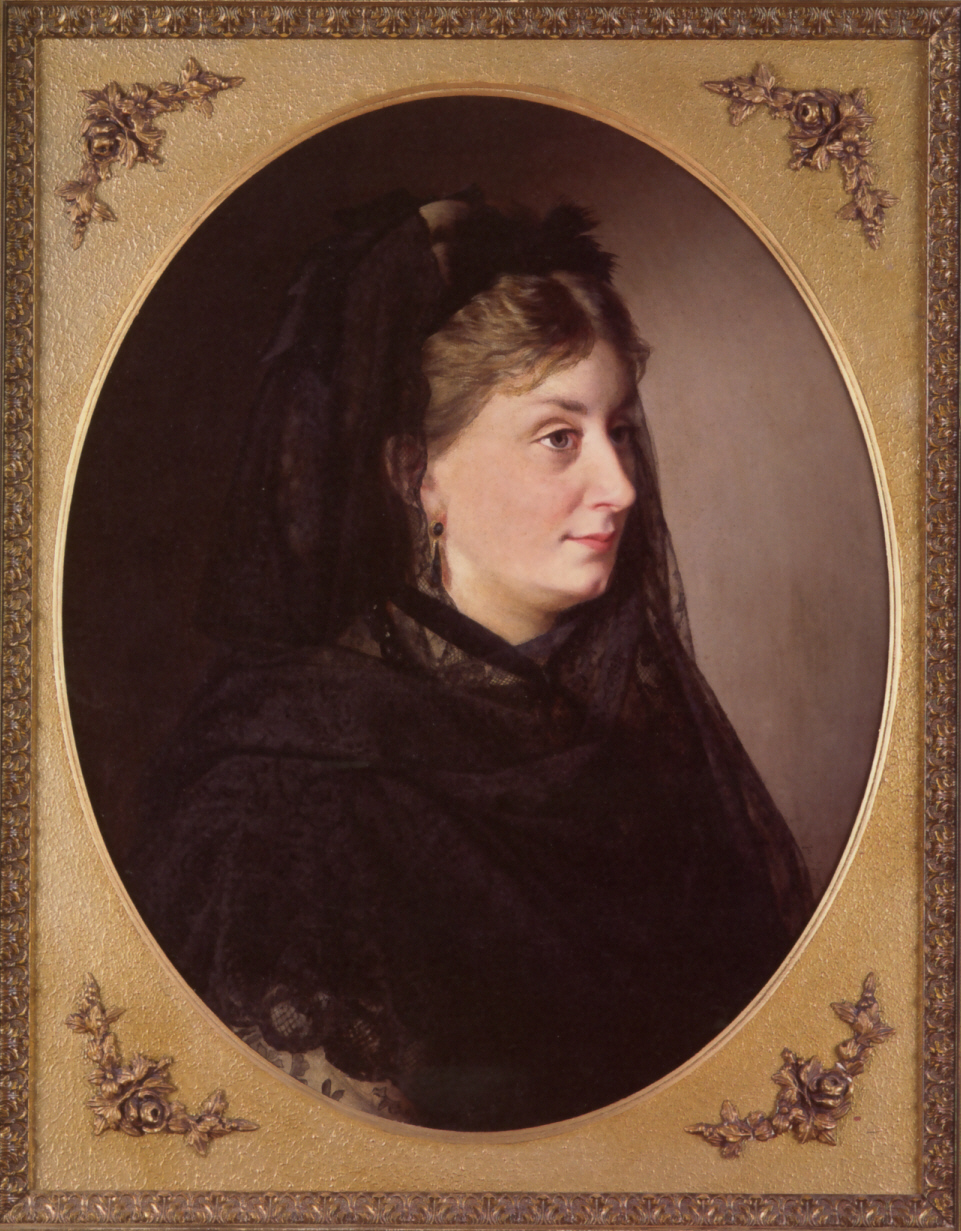
Ritratto di dama
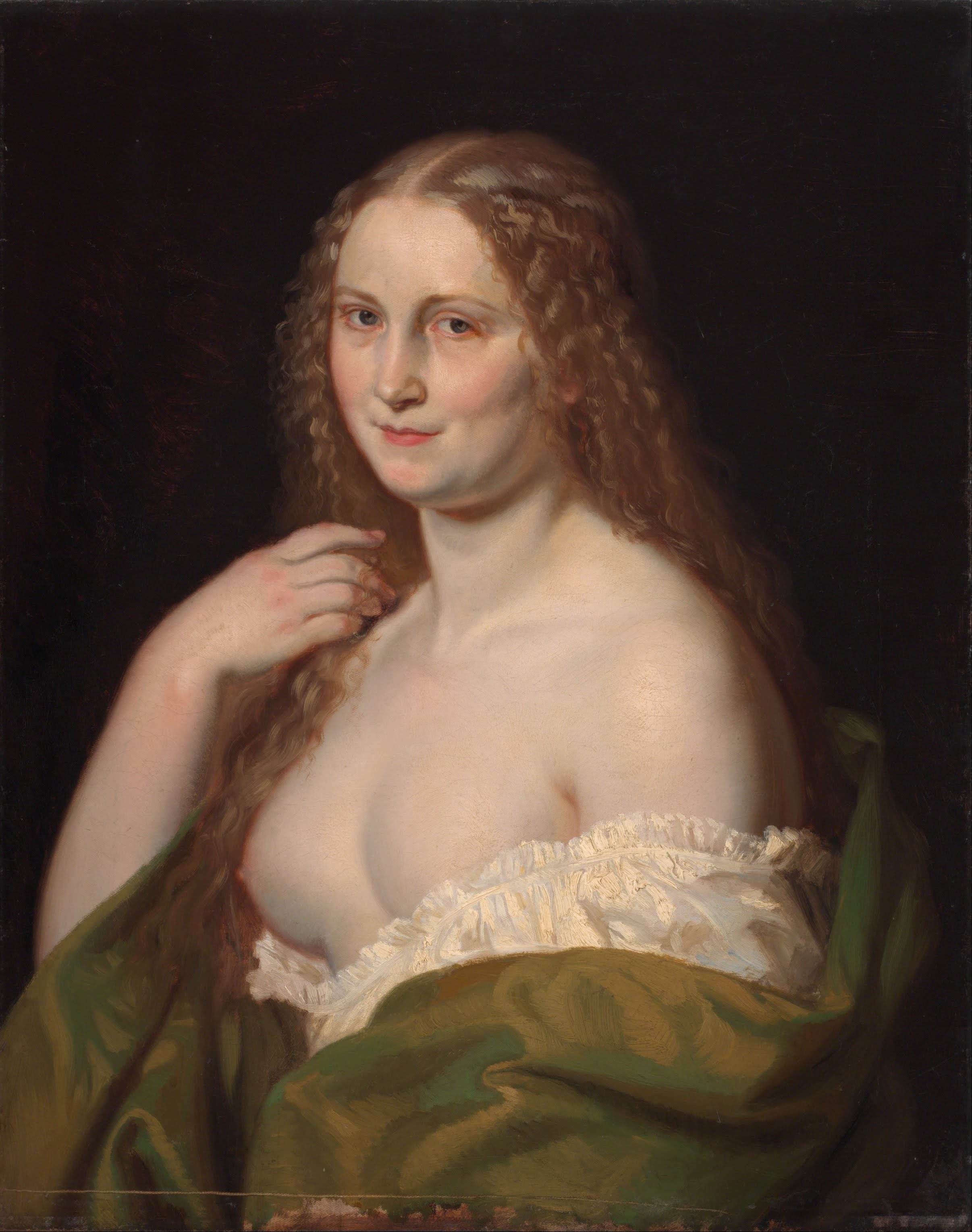
Josephine
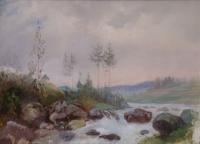
Ruscello
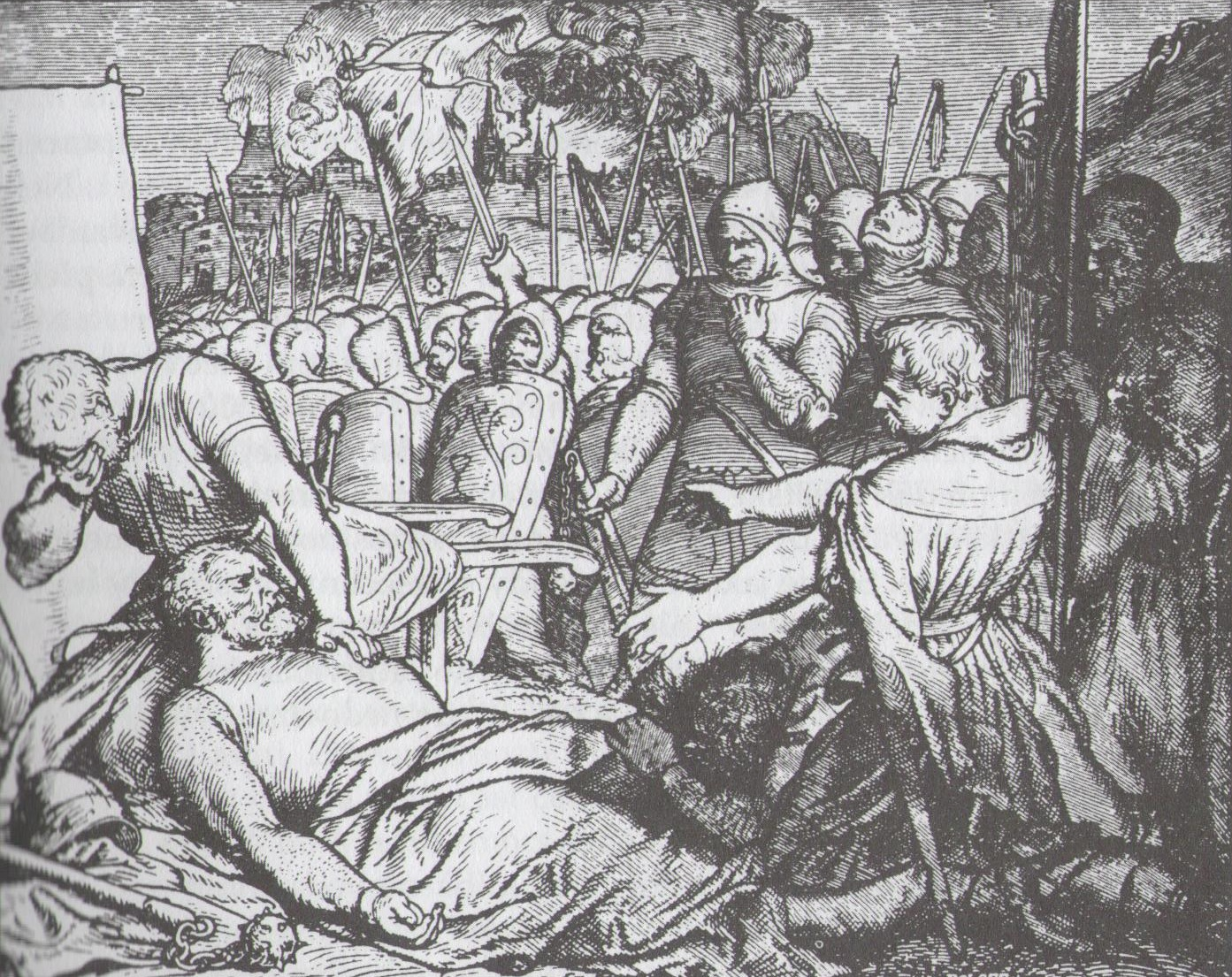
Morte di Jan Žižka